# Алексис Санчез
Алексис Алехандро Санчез Санчез (шп. Alexis Alejandro Sánchez Sánchez; Токопиља, 19. децембар 1988) чилеански је фудбалски репрезентативац који тренутно наступа за Удинезе.

## Каријера
Алексис Санчез је рођен у Токопиљи, градићу у пустињи Атакама. Фудбал је почео да тенира у млађима категоријама Кобрелое. За овај клуб је одиграо и једну сезону у чилеанској Примери. Након тога је јула 2006. потписао уговор са италијанским Удинезеом.
Удинезе га је одмах проследио на једногодишњу позајмицу у најтрофејнији чилеански клуб Коло Коло. Са овом екипом је освојио две титуле (Клаусуру 2006. и Апертуру 2007). Након Светског првенства за играче до 20 година Санчез је 2007. позајмљен Ривер Плејту са којим је годину дана касније освојио титулу првака Аргентине.
Након добре сезоне у Аргентини, прешао је и званично у Удинезе и придружио се саиграчу из репрезентације Маурисију Исли. Дебитовао је у пријатељској утакмици са нижелигашком екипом Басана. Удинезе је победио 3:0 а Санчез је проглашен играчем утакмице. У Серији А је дебитовао 14. септембра 2008. у поразу своје екипе од 1:0 против Јувентуса. У европским такмичењима је дебитовао четири дана касније против Борусије Дортмунд. Први гол у Серији А је постигао 19. октобра 2008. против Лечеа. Против Палерма је 27. фебруара 2011. постигао четири од седам голова своје екипе, за само 52 минута проведена у игри Тиме је оборио рекорд по броју постигнутих голова чилеанских фудбалера на једном мечу у Серији А, који су претходно држали Марсело Салас и Иван Заморано.
У својој последњој сезони у дресу Удинезеа је заједно са Антониом ди Наталеом постигао 39 голова. Тиме су постали један од најбољих нападачких тандема и историји Серије А са само два гола мање постигнутих од тандема дел Пјеро - Трезеге, који су у сезони 2007/08. постигли 41 гол за Јувентус. У избору читалаца сајта FIFA.com, Санчез је 2011. проглашен за најперспективнијег младог фудбалера. Приликом гласања на овом сајту Санчез је сакупио више гласова од Герета Бејла, Хавијера Пастореа, Ганса и Нејмара.
Барселона је 20. јула 2011. потврдила да је постигла договор са Удинезеом о висини обештећења за Алексиса Санчеза. Трансфер је Барселону коштао 26 милиона евра (плус 11 милиона кроз бонусе), чиме је Санчез постао први Чилеанац у дресу Барселоне. Пет дана касније Санчез је прошао медицинске прегледе након којих је потписао петогодишњи уговор
Његова дебитантска сезона је била обележена бројним повредама. Дебитовао је против Реал Мадрида у Суперкупу Шпаније, који је Барселона и освојила победом у укупном скору од 5:4. На првој утакмици одиграној у Мадриду, Санчез је зарадио лакшу повреду након старта Марсела.. На терен се вратио две недеље касније када је на утакмици Суперкупа Европе против Порта у игру ушао са клупе. У првенству је дебитовао већ у првом колу, у победи над Виљареалом од 5:0. Санчез је био стрелац првог гола на тој утакмици. Већ следеће недеље, на утакмици против Реал Сосиједада поново се повредио. Изнет је на носилима са терена након 30 минута игре, после старта Данија Естраде Први меч након повреде је одиграо 1. новембра 2011. на гостовању Викторији Плзењ Свој први гол у Ел Класику је постигао 10. децембра 2011, када је свом тиму донео изједначење. Барселона је ову утакмицу добила 3:1. Први гол за Барселону у Лиги шампиона је постигао 14. фебруара 2012. На утакмици против Бајер Леверкузена је тада постигао први и други гол за своју екипу.

## Репрезентација
Санчез је за репрезентацију дебитовао 27. априла 2006. против Новог Зеланда. За своју репрезентацију је наступао на Светском првенству за играче до 20 година у Канади. Чиле је освојио треће место на овом првенству. У полуфиналу је поражен од Аргентине која је и освојила ово првенство. У утакмици за треће место Чиле је био бољи од Аустрије. На овом првенству је Санчез био стрелац водећег гола против Републике Конго у такмичењу по групама. 
Први гол за сениорску репрезентацију је постигао против Швајцарске (1:2) у пријатељској утакмици одиграној 7. септембра 2007. Добрим играма у квалификацијама одвео је Чиле до Светског првенства 2010. У квалификацијама за Светско првенство 2014. на који је Чиле изборио пласман, Санчез је постигао четири поготка.

## Статистика

### Клуб
| Клуб               | Сезона            | Лига     | Лига   | Лига        | Куп      | Куп    | Куп         | Континентални1 | Континентални1 | Континентални1 | Остали2  | Остали2 | Остали2     | Укупно   | Укупно | Укупно      |
| Клуб               | Сезона            | Утакмица | Голова | Асистенција | Утакмица | Голова | Асистенција | Утакмица       | Голова         | Асистенција    | Утакмица | Голова  | Асистенција | Утакмица | Голова | Асистенција |
| ------------------ | ----------------- | -------- | ------ | ----------- | -------- | ------ | ----------- | -------------- | -------------- | -------------- | -------- | ------- | ----------- | -------- | ------ | ----------- |
| Кобрелоа           | 2005.             | 35       | 3      | –           | –        | –      | –           | 3              | 0              | -              | –        | –       | –           | 38       | 3      | –           |
| Кобрелоа           | 2006.             | 12       | 9      | –           | –        | –      | –           | –              | –              | –              | –        | –       | –           | 12       | 9      | –           |
| Кобрелоа           | Укупно            | 47       | 12     | –           | –        | –      | –           | 3              | 0              | –              | –        | –       | –           | 50       | 12     | –           |
| Коло Коло          | 2006.             | 18       | 4      | –           | –        | –      | –           | 9              | 1              | –              | –        | –       | –           | 27       | 5      | –           |
| Коло Коло          | 2007.             | 14       | 1      | –           | –        | –      | –           | 7              | 3              | –              | –        | –       | –           | 21       | 4      | –           |
| Коло Коло          | Укупно            | 32       | 5      | –           | –        | –      | –           | 16             | 4              | –              | –        | –       | –           | 48       | 9      | –           |
| Ривер Плејт        | 2007/08.          | 23       | 4      | –           | –        | –      | –           | 8              | 0              | –              | –        | –       | –           | 31       | 4      | –           |
| Ривер Плејт        | Укупно            | 23       | 4      | –           | –        | –      | –           | 8              | 0              | –              | –        | –       | –           | 31       | 4      | –           |
| Удинезе            | 2008/09.          | 32       | 3      | 2           | 2        | 0      | 1           | 9              | 0              | 0              | –        | –       | –           | 43       | 3      | 3           |
| Удинезе            | 2009/10.          | 32       | 5      | 4           | 4        | 1      | 2           | –              | –              | –              | –        | –       | –           | 36       | 6      | 6           |
| Удинезе            | 2010/11.          | 31       | 12     | 10          | 2        | 0      | 1           | –              | –              | –              | –        | –       | –           | 33       | 12     | 11          |
| Удинезе            | Укупно            | 95       | 20     | 16          | 8        | 1      | 4           | 9              | 0              | 0              | –        | –       | –           | 112      | 21     | 20          |
| Барселона          | 2011/12.          | 25       | 12     | 6           | 7        | 1      | 0           | 6              | 2              | 0              | 3        | 0       | 0           | 41       | 15     | 6           |
| Барселона          | 2012/13.          | 29       | 8      | 9           | 6        | 2      | 1           | 9              | 1              | 3              | 2        | 0       | 0           | 46       | 11     | 13          |
| Барселона          | 2013/14.          | 11       | 8      | 2           | 1        | 0      | 0           | 4              | 0              | 1              | 2        | 0       | 0           | 18       | 8      | 3           |
| Барселона          | Укупно            | 65       | 28     | 18          | 14       | 3      | 1           | 19             | 3              | 4              | 7        | 0       | 0           | 105      | 34     | 23          |
| Арсенал            | 2014/15.          | 35       | 16     | 8           | 8        | 5      | 3           | 9              | 4              | 1              | –        | –       | –           | 52       | 25     | 12          |
| Арсенал            | 2015/16.          | 30       | 13     | 5           | 4        | 1      | 1           | 7              | 3              | 5              | –        | –       | –           | 41       | 17     | 11          |
| Арсенал            | 2016/17.          | 38       | 24     | 11          | 5        | 3      | 3           | 8              | 3              | 4              | –        | –       | –           | 51       | 30     | 18          |
| Арсенал            | 2017/18.          | 19       | 7      | 3           | 2        | 0      | 1           | 1              | 1              | 0              | –        | –       | –           | 22       | 9      | 4           |
| Арсенал            | Укупно            | 122      | 60     | 27          | 19       | 9      | 8           | 25             | 11             | 10             | –        | –       | –           | 166      | 80     | 45          |
| Манчестер јунајтед | 2017/18.          | 12       | 2      | 3           | 4        | 1      | 2           | 2              | 0              | 0              | –        | –       | –           | 18       | 3      | 5           |
| Манчестер јунајтед | 2018/19.          | 20       | 1      | 3           | 3        | 1      | 1           | 4              | 0              | 0              | –        | –       | –           | 27       | 2      | 4           |
| Манчестер јунајтед | Укупно            | 32       | 3      | 6           | 7        | 2      | 3           | 6              | 0              | 0              | –        | –       | –           | 45       | 5      | 9           |
| Интер              | 2019/20.          | 22       | 4      | 8           | 4        | 0      | 0           | 6              | 0              | 1              | –        | –       | –           | 32       | 4      | 9           |
| Интер              | 2020/21.          | 30       | 7      | 6           | 3        | 0      | 0           | 5              | 0              | 0              | –        | –       | –           | 38       | 7      | 6           |
| Интер              | 2021/22.          | 27       | 5      | 3           | 6        | 3      | 1           | 6              | 1              | 1              | –        | –       | –           | 39       | 9      | 5           |
| Интер              | Укупно            | 79       | 16     | 17          | 13       | 3      | 1           | 17             | 1              | 2              | –        | –       | –           | 109      | 20     | 20          |
| Олимпик Марсељ     | 2022/23.          | 35       | 14     | 3           | 4        | 2      | 0           | 5              | 2              | 0              | –        | –       | –           | 44       | 18     | 3           |
| Олимпик Марсељ     | Укупно            | 35       | 14     | 3           | 4        | 2      | 0           | 5              | 2              | 0              | –        | –       | –           | 44       | 18     | 3           |
| Интер              | 2023/24.          | 23       | 2      | 5           | 0        | 0      | 0           | 8              | 2              | 0              | 2        | 0       | 0           | 33       | 4      | 5           |
| Удинезе            | 2024/25.          | 0        | 0      | 0           | 0        | 0      | 0           | 0              | 0              | 0              | 0        | 0       | 0           | 0        | 0      | 0           |
| Укупно у каријери  | Укупно у каријери | 576      | 175    | 117         | 67       | 20     | 20          | 122            | 23             | 21             | 11       | 1       | 0           | 780      | 220    | 158         |

1Рачунају се званична континентална такмичења, укључујући Копа либертадорес, Копа Судамерикана и Лигу шампиона.
2Рачунају се остала званична такмичења, укључујући Светско клупско првенство, Суперкуп Шпаније and УЕФА суперкуп.

### Репрезентација
| Репрезентација Чилеа | Репрезентација Чилеа | Репрезентација Чилеа | Репрезентација Чилеа |
| Година               | Утакмица             | Голова               |                      |
| -------------------- | -------------------- | -------------------- | -------------------- |
| 2006                 | 5                    | 0                    |                      |
| 2007                 | 4                    | 1                    |                      |
| 2008                 | 9                    | 2                    |                      |
| 2009                 | 9                    | 5                    |                      |
| 2010                 | 7                    | 4                    |                      |
| 2011                 | 11                   | 2                    |                      |
| 2012                 | 8                    | 0                    |                      |
| 2013                 | 11                   | 8                    |                      |
| 2014                 | 13                   | 4                    |                      |
| 2015                 | 14                   | 5                    |                      |
| 2016                 | 15                   | 5                    |                      |
| 2017                 | 13                   | 3                    |                      |
| 2018                 | 5                    | 2                    |                      |
| 2019                 | 8                    | 2                    |                      |
| 2020                 | 4                    | 2                    |                      |
| 2021                 | 8                    | 2                    |                      |
| 2022                 | 8                    | 3                    |                      |
| 2023                 | 8                    | 1                    |                      |
| 2024                 | 6                    | 0                    |                      |
| Укупно               | 166                  | 51                   |                      |

## Највећи успеси

### Коло Коло
- Првенство Чилеа (2) : 2006. (Клаусура), 2007. (Апертура)
- Копа Судамерикана : финале 2006.

### Ривер Плејт
- Првенство Аргентине (1) : 2008. (Клаусура)

### Барселона
- Првенство Шпаније (1) : 2012/13.
- Куп Шпаније (1) : 2011/12.
- Суперкуп Шпаније (2) : 2011, 2013.
- Суперкуп Европе (1) : 2011.
- Светско клупско првенство (1) : 2011.

### Арсенал
- ФА куп (2) : 2014/15, 2016/17.
- ФА Комјунити шилд (2) : 2014, 2017.

### Манчестер јунајтед
- ФА куп : финале 2017/18.

### Интер
- Серија А (2) : 2020/21, 2023/24.
- Куп Италије (1) : 2021/22.
- Суперкуп Италије (2) : 2021, 2023.
- Лига Европе : финале 2019/20.

### Чиле
- Копа Америка (2) : 2015, 2016.
- Светско првенство У20 : треће место 2007.
- Куп конфедерација : финале 2017.